# Párfino

Párfino (en ruso: Па́рфино) es una localidad (asentamiento de tipo urbano) del óblast de Nóvgorod, centro administrativo del raión homónimo, en Rusia. Ubicada a orillas del río Lovat, 20 km al este de Staraya Rusa. Población: 7931 habitantes (2010).

## Historia
El ferrocarril que conecta las ciudades de Bologoye y Dno pasa a lo largo del asentamiento. Fue mencionado por primera vez en las crónicas de 1495.

## Economía
La economía de Párfino se ha basado en una sola empresa que produce madera contrachapada, la Párfinski fanerny kombinat (Парфинский фанерный комбинат). En el verano de 2009 la fábrica se declaró en bancarrota.

## Evolución demográfica
| Censo | 1939  | 1959  | 1970  | 1979  | 1989  | 2002  | 2010  |
| ----- | ----- | ----- | ----- | ----- | ----- | ----- | ----- |
| Pob.  | 4.019 | 7.070 | 7.017 | 7.430 | 8.299 | 8.446 | 7.931 |